# 1937 у футболі
Нижче наведені футбольні події 1937 року у всьому світі.

## Засновані клуби
- Нефтчі (Баку) (Азербайджан)
- Орландо Пайретс (Південно-Африканська Республіка)
- Работнічкі (футбольний клуб) (Македонія)

## Національні чемпіони
- Аргентина: Рівер Плейт
- Нідерланди: Аякс (Амстердам)
- Парагвай: Олімпія (Асунсьйон)
- Польща: Краковія
- Туреччина: Фенербахче
- Королівство Югославія: Граджанскі